# Joli chaos
Albums de Daniel Bélanger
L'échec du matériel
(2007) Nous
(2009)
Joli Chaos est le septième album de Daniel Bélanger paru le 25 novembre 2008.
Sur le premier CD, on retrouve une compilation de 19 grands succès de Daniel Bélanger, de son premier album Les insomniaques s'amusent à L'échec du matériel. Le deuxième disque est composé de chansons inédites.

## Titres
| 1.  | Sèche tes pleurs               | 2:36 |
| 2.  | La folie en quatre             | 3:54 |
| 3.  | Ensorcelée                     | 4:08 |
| 4.  | Opium                          | 4:39 |
| 5.  | Quand le jour se lève          | 4:16 |
| 6.  | Sortez-moi de moi              | 5:25 |
| 7.  | Cruel (il fait froid, on gèle) | 3:47 |
| 8.  | Les deux printemps             | 3:10 |
| 9.  | Imparfait                      | 3:52 |
| 10. | Je fais de moi un homme        | 4:21 |
| 11. | Intouchable et immortel        | 7:52 |
| 12. | Fous n’importe où              | 3:57 |
| 13. | Dans un Spoutnik               | 5:35 |
| 14. | Dis tout sans rien dire        | 3:22 |
| 15. | Rêver mieux                    | 3:18 |
| 16. | L’échec du matériel            | 3:02 |
| 17. | La fin de l’Homme              | 3:28 |
| 18. | Amusements                     | 1:58 |
| 19. | Je suis mort                   | 4:17 |

| 1.  | Jamais content         | 3:08 |
| 2.  | C'est la loi           | 3:13 |
| 3.  | En ce monde            | 4:20 |
| 4.  | Les criquets           | 4:45 |
| 5.  | Soleil gratuit         | 3:40 |
| 6.  | Étreintes              | 3:39 |
| 7.  | L'aiguiseur de ciseaux | 2:43 |
| 8.  | Imparfait (mix inédit) | 3:48 |
| 9.  | Joli chaos             | 5:11 |
| 10. | Le dernier souffle     | 3:31 |

## Production
- Réalisation : Daniel Bélanger, Carl Bastien, Rick Haworth, Michel Bélanger, Paul Pagé, Sylvain Lefebvre
- Direction artistique : Daniel Bélanger, Michel Bélanger, Mathieu Houde
- Production : Les Disques Audiogramme inc., Daniel Bélanger
- Producteurs exécutifs : Michel Bélanger, Mathieu Houde
- Coordination de production : Émilie Bernard, Philippe Craig

- Pochette et livret :
- Conception et réalisation graphique : If.ca